# Her Younger Sister
Pour plus de détails, voir Fiche technique et Distribution.
Her Younger Sister (littéralement : Sa petite sœur) est un film muet américain réalisé par Frank Cooley, sorti en 1914.
Ce film ne doit pas être confondu avec un autre film portant un titre proche, le film russe The Younger Sister de Nastasia Simbirtseva, sorti en septembre 2014.

## Fiche technique
- Titre : Her Younger Sister
- Réalisation : Frank Cooley
- Scénario : Gladys Kingsbury
- Producteur :
- Société de production : American Film Manufacturing Company
- Société de distribution : Mutual Film
- Pays de production :  États-Unis
- Langue : Anglais
- Métrage : 300 m
- Format : Noir et blanc — 35 mm — 1,33:1 — Muet
- Genre : Film dramatique
- Durée : 10 minutes
- Date de sortie : 
  - États-Unis : 15 décembre 1914

## Distribution
- Fred Gamble : Billy Lyons
- Gladys Kingsbury : Emma Lyons, sa fille
- Kathie Fischer : Elsie Lyons, à 10 ans
- Charlotte Burton : Elsie Lyons, à 20 ans
- Joe Harris : John Wyman